# Ковалёв, Дмитрий Иванович
Дмитрий Иванович Ковалёв (1925-1981) — красноармеец Рабоче-крестьянской Красной Армии, участник Великой Отечественной войны, Герой Советского Союза (1945).

## Биография
Родился 1 февраля 1925 года в деревне Ямное (ныне — Гордеевский район Брянской области). После окончания семи классов школы работал в колхозе. В октябре 1943 года Ковалёв был призван на службу в Рабоче-крестьянскую Красную Армию. С ноября того же года — на фронтах Великой Отечественной войны. К апрелю 1945 года красноармеец Дмитрий Ковалёв был стрелком 1086-го стрелкового полка 323-й стрелковой дивизии 33-й армии 1-го Белорусского фронта. Отличился во время боёв в Германии.
28 апреля 1945 года во время повторной атаки на населённый пункт Альт-Шадов Ковалёв возглавил группу бойцов. В том бою он получил ранение, но продолжал сражаться, уничтожив 16 вражеских солдат и офицеров.
Указом Президиума Верховного Совета СССР от 31 мая 1945 года красноармеец Дмитрий Ковалёв был удостоен высокого звания Героя Советского Союза с вручением ордена Ленина и медали «Золотая Звезда».
После окончания войны Ковалёв был демобилизован. Проживал и работал в родной деревне. Скончался 24 августа 1981 года.
Был также награждён орденом Славы 3-й степени и рядом медалей.